# Oxygen Project
Het Oxygen Project is een project opgericht om een nieuwe visuele stijl te ontwerpen voor Plasma Workspaces KDE.
Het bestaat uit een set van computericonen, een vensterdecoratie voor KWin, widgettoolkit thema's voor GTK+ en Qt, en twee thema's voor Plasma Workspaces KDE.
De Oxygen-themaset wordt als default gebruikt door Plasma Workspaces in de meeste Linuxdistributies, zoals Fedora, Kubuntu en openSUSE.

## Geschiedenis
Het oorspronkelijke doel was om een nieuwe collectie iconen te ontwerpen, maar breidde zich daarna uit met een nieuw thema, met daarin een nieuwe cursor, widget- en vensterthema, en geluiden. Het vertegenwoordigt een breuk met het cartoonachtige uiterlijk van de vorige K Desktop Environment 3 afbeeldingen en icoonsets, met een meer fotorealistische stijl. Een van de algemene doelstellingen van Oxygen was om een mooie desktop te krijgen die de gebruiker niet afleidt, zodat de pictogrammen en thema's een onverzadigd kleurenpalet gebruiken. De naam Oxygen kwam voort uit een grap tussen de ontwikkelaars dat ze "een adem van verse lucht wilden brengen naar het bureaublad".

## Standaardisatie
Het Oxygen Project richt zich op het bieden van standaardiconen, richtlijnen en een stijlgids. Het bouwt voort op de freedesktop.org Standard Icon Naming Specification en Standard Icon Theming Specification, waardoor er een grotere consistentie tussen verschillende toepassingen ontstaat. Er is een voortdurende inspanning voor de ondersteuning van deze specificaties in verschillende desktops, en door verschillende icoonverzameling en thema's, zoals het Tango Desktop Project.

## Betrokken personen
- Nuno Pinheiro (grafisch ontwerper)
- David Vignoni
- Kenneth Wimer (oprichter)